# Beatpatrol
Das Beatpatrol Festival ist ein Musikfestival in Österreich, welches seit 2009 stattfindet. Programmschwerpunkt ist Elektronische Musik, z. B. House, Drum and Bass, Dub, Goa-Trance oder Hardstyle. Bis 2021 war der Veranstaltungsort das VAZ St. Pölten, bis 2023 die Wiener Marx-Halle und 2024 findet das Beatpatrol Festival im Design Center Linz statt.

## Geschichte
In seinem ersten Jahr 2009 zählten die Veranstalter vom 24. – 25. Juli insgesamt 20.000 Besucher. Über 100 Künstler traten auf, u. a. Paul van Dyk, Paul Kalkbrenner, Faithless Allstars. Vom 23. – 25. Juli 2010 wurden 27.000 Besucher angegeben. Zu den über 100 Künstlern zählten u. a. Tiësto, Paul Oakenfold, Booka Shade. Im Folgejahr besuchten 31.000 Personen vom 22. – 24. Juli das Festival. Zum Line-Up zählten u. a. Tiësto, Paul van Dyk, Moby. 2012 fand das Festival von 20. – 22. Juli statt und zählte 29.000 Besucher. Das Line-Up umfasste Künstler wie Avicii, Armin van Buuren, The Bloody Beetroots (DJ Set) u. v. m. Das Projekt GreenPatrol wurde zum zweiten Mal umgesetzt. 2013 wurde das Festival aufgrund des Regenwetters in den letzten Jahren vorverlegt und fand vom 31. Mai – 2. Juni statt. 2020 musste das Festival wegen der COVID-19-Pandemie abgesagt werden. In den Jahren 2021, 2022 und 2023 fand das größte Indoor Festival der elektronischen Musikszene in der Marx Halle Wien statt. 2024 kehrt das Beatpatrol Festival am 26.10. - zum 15-Jahr-Jubiläum - in das Design Center Linz.

## Auszeichnungen
- „Klima:aktiv mobil Projektpartner“ 2011[7]
- VCÖ-Mobilitätspreis NÖ 2012[8]